# PopTop Software
PopTop Software — ныне не существующая американская компания, разработчик компьютерных игр. Она была известна как издатель нескольких стратегических игр, включая Railroad Tycoon II (1998) и Tropico (2001). Компанию не стоит путать с PopCap Games, которая является разработчиком казуальных игр.

## История
Компания PopTop Software была основана в 1993 году Филом Штайнмайером. В марте 2006 года было объявлено, что Take-Two Interactive объединит компанию с Firaxis Games. Сид Мейер возглавил комбинированные студии.

## Избранные игры
- Railroad Tycoon II (1998)
- Tropico (2001)
- Tropico 2: Pirate Cove (2002) (только дизайн, разработчик — Frog City Software)
- Railroad Tycoon 3 (2003)
- Shattered Union (2005)